# Tiffany Persson
Tiffany Persson är en fiktiv kulturpersonlighet från bland annat TV-programmet Hipp Hipp! spelad av Anders Jansson. Den femfaldigt frånskilda tvåbarnsmamman Tiffany med en vikt på över 100 kg är frisör och har en stol på Salong Diana i Staffanstorp. Hon har en dotter som heter Twilight, en son som heter Tommy och två kompisar, Angela Lindström och Gun.
Hon anser att årets höjdpunkt är Malmöfestivalen. Hon spelar även GTA för att hon vill se vad ungdomar håller på med nuförtiden. 
År 2004 vann Tiffany Persson Gaygalans pris för årets dragqueen. 
Hösten år 2015 sändes humorserien Tiffany Persson arbetstränar på SVT i tio stycken tiominutersavsnitt. Hon har länge varit sjukskriven för någon sorts utbrändhet, och i den serien får man följa hennes väg tillbaka in i arbetslivet.
Rollfiguren har fått ge namn åt ett av Skånetrafikens Pågatåg 